# شیعه دوازده‌امامی

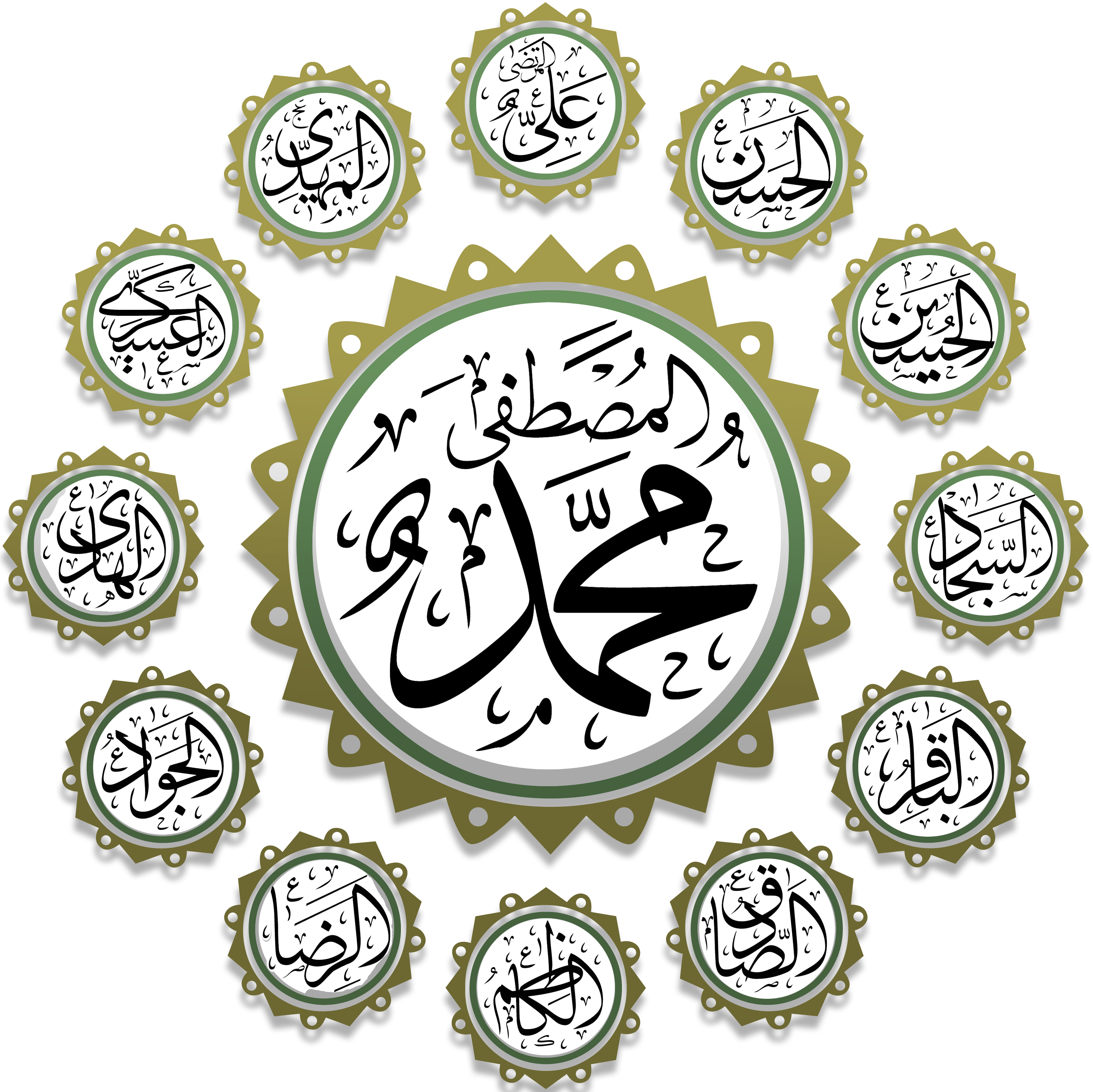
خوش نویسی نام محمد و دوازده امام

شیعهٔ دوازده‌امامی یا شیعهٔ اثنیٰ‌عشری یا جعفری یکی از مذاهب امامیه است که به امامت ۱۲ امام پس از محمد باور دارند. شیعه دوازده امامی حدود ۸۵ درصد از شیعیان را تشکیل می‌دهد. آنها معتقد هستند حجت بن الحسن، آخرین امامشان، در غیبت زندگی می‌کند و به عنوان مهدی موعود همزمان با ظهور دوم عیسی، ظهور خواهد کرد.
دوازده امامیان بر این باور هستند که امامان دوازده‌گانه جانشینان معنوی و سیاسی محمد هستند و امامان نه تنها بر امت اسلامی به عدالت حکومت می‌کنند، بلکه قادر به حفظ و تفسیر شریعت و معنای باطنی قرآن نیز هستند. سنت محمد و ائمه را راهنما و الگوی جامعهٔ مسلمانان می‌دانند. این امامان را معصوم می‌پندارند و معتقدند که آنان به حکم الهی یا نص از طریق محمد انتخاب شده‌اند.

شیعیان اثنی‌عشری اکثریت مسلمانان ایران، عراق و جمهوری آذربایجان و اقلیت قابل توجهی در بحرین، لبنان، هند، پاکستان، افغانستان، عربستان سعودی، بنگلادش، کویت، عمان، امارات، قطر، نیجریه، چاد و تانزانیا را تشکیل می‌دهند. جمهوری اسلامی ایران تنها کشوری است که مذهب تشیع دوازده امامی در آن مذهب دین رسمی است.
پس از مرگ حسن عسکری چهارده فرقه از پیروانش به‌وجود آمدند که یکی از آنها اثنی عشری امروزی است. در زمان صفویه اثنی عشری توسط حکومت به‌عنوان دین حکومتی معرفی شد و تغییراتی در شعائر و عقاید و مناسک آن مخصوصاً توسط روحانی برجستهٔ اخباری محمدباقر مجلسی ایجاد شد که حاصلش مذهب اثنی عشری امروزی رایج در ایران است.

## واژه‌شناسی

### شیعه
شیعه در لغت بر دو معنا اطلاق می‌شود، یکی «توافق و هماهنگی دو یا چند نفر بر مطلبی»؛ و دیگری «پیروی کردن» فردی یا گروهی، از فرد یا گروهی دیگر. در زبان عربی در اصل به معنای یک، دو یا گروهی از پیروان است. در قرآن این لفظ چندین بار به همین معنای پیرو به کار رفته است. برای نمونه در آیه ۱۵ سوره قصص دربارهٔ یکی از پیروان موسی از عنوان «شیعهٔ موسی» و در جای دیگر از ابراهیم به عنوان «شیعهٔ نوح» یاد می‌کند. در تاریخ اسلام لفظ شیعه، به معنای اصلی و لغوی‌اش برای پیروان افراد مختلفی به کار می‌رفت. برای مثال، گاهی از شیعه علی بن ابی‌طالب و گاهی از شیعه معاویه بن ابی‌سفیان نام برده شده. اما این لفظ به تدریج معنای اصطلاحی پیدا کرد و تنها بر پیروان علی که به امامت او معتقدند اطلاق می‌شود.

### امامیه
امامیه که توسط محمد باقر (۶۷۶ –۷۳۲ م) و جعفر صادق (۷۰۲–۷۶۵م) بنیان‌گذاری شده است «شیعهٔ جعفری» نیز نامیده می‌شود و از نظر اعتقادی به امامت فرزندان علی و فاطمه معتقد است. امامیه ده‌ها فرقه بودند که امروزه فقط شیعه دوازده‌امامی، شیعه اسماعیلی و علویان وجود دارند.

### اثنی عشری
بعداز مرگ حسن عسکری امامیه (که قبلاً هم عموماً پس از مرگ هر امام به دسته‌هایی تقسیم می‌شدند) به چهارده فرقه تقسیم شدند که عقاید مختلفی داشتند. بعضی به امامت جعفر برادر حسن عسکری معتقد شدند. بعضی معتقد بودند حسن به غیبت رفته است. بعضی فرزند او را به‌دلیل سن کم فاقد شرایط امامت دانستند. شیعهٔ دوازده امامی امروزی یکی از آن چهارده فرقه است که به امامت محمد بن حسن در سن چهار سالگی و غیبت صغرا در یک سرداب و ارتباط او با مردم از طریق چهار نایب تا هفتاد سال و سپس غیبت کبرای او تا قیامت اعتقاد دارند.
از نظر الاهیات (علم کلام) شیخ مفید (۹۴۸–۱۰۲۲ م/۳۳۶–۴۱۳ ق) بود که اکثر اعتقادات امروزی اثنی عشری را ایجاد کرد. از جمله ضرورت وجود امام در هر عصر و عصمت امام و وجود نص (حدیثی که دلالت بر امامت دوازده نفر از فرزندان علی و فاطمه می‌کند که هریک فرزندان امام قبلی هستند) او منکرین امامت را کافر دانست و امامان شیعه را از انبیا (به استثنای محمد) برتر می‌دانست و امامان شیعه را در اجرا و تغییر احکام مجاز دانست.
در زمان صفویه اثنی عشری توسط حکومت به‌عنوان دین اصلی و حکومتی معرفی شد و تغییراتی در شعائر و عقاید و مناسک آن ایجاد شد مخصوصاً توسط روحانی برجسته اخباری محمدباقر مجلسی که شیعه اثنی عشری امروزی موجود در ایران است.

### اصطلاح رافضی
رافضی اصطلاحی بود که زید بن علی، امام پنجم زیدیههٔ در مورد اهل کوفه که در آخرین ساعات زندگی او را به دلیل امتناع از توهین به دو خلیفه ابوبکر و عمر ترک کردند به کار برد. زید به سختی روافض را که او را ترک کرده‌اند سرزنش کرد و این نام را سلفی‌ها تا امروز برای اشاره به شیعیان دوازده امامی به کار می‌برند. گروهی از سرانشان در حضور زید جمع شدند و گفتند: خدا تو را رحمت کند، دربارهٔ ابوبکر و عمر چه می‌گویی؟ زید گفت: «نشنیده‌ام که احدی از خانواده‌ام از آن دو چشم پوشی کند و جز نیکی دربارهٔ آن‌ها سخنی نگوید، هنگامی که حکومت به آنها سپرده شد، با مردم به عدالت رفتار کردند و به قرآن و سنت عمل کردند».

## تاریخچه

### دوران امامت

#### دوران اولیه
بر اساس روایات مسلمانان، در سال ۶۱۰ م که محمد اولین وحی را دریافت کرد، علی ۱۰ ساله بود. در زمان محمد برخی از طرفداران علی، مثل مقداد بن الاسود، سلمان فارسی، ابوذر غفاری و عمار بن یاسر شیعیان علی نامیده می‌شدند. تقسیم اسلام به شیعه و سنی به بحران جانشینی محمد برمی گردد. پیروان علی با برخی از قریش و برخی از یاران محمد مانند طلحه و زبیر جنگیدند. چون اکثر هوادارانش در عراق بودند، علی پایتخت را به کوفه منتقل کرد و در آنجا با معاویه که بیعت با علی را رد کرد، جنگید و شکست خورد. در اواخر قرن اول، رهبران متنفذ حکومت، شهر قم را برای اسکان شیعیان تأسیس کردند.

#### پایه‌گذاری امامیه
به روایت شیعه، محمد باقر ۲۰ سال معلم و ناقل حدیث بود. او اصل تقیه را مطرح کرد. باقر احادیث فراوانی در فقه و سایر علوم دینی نقل کرده است که مبانی دستورهای شیعه است. با تغییر اوضاع سیاسی و ایجاد شرایط مناسب برای توسعه فعالیت‌های دینی و زمان تبیین علوم دینی، جعفر صادق نقش مهمی در شکل‌گیری فقه شیعه داشت. جعفر صادق و باقر بنیانگذاران مکتب شرعی شیعه امامیه هستند. صادق در اطراف خود گروه قابل توجهی از علما داشت که برخی از برجسته‌ترین فقها، محدثان و متکلمان زمان بودند. در زمان او شیعه در مسائل کلامی و حقوقی پیشرفت کرد. باقر و صادق مبنای فکری تفسیر و عمل شیعه امامیه را تشریح کردند.

#### الهیات اثنی عشری
شیخ مفید (۹۴۸–۱۰۲۲م) (۳۳۶–۴۱۳ق) را مهم‌ترین متکلم شیعه دوازده امامی دانسته‌اند. او از عقاید خاندان نوبختی و معتزله بغداد برای شکل‌دادن به نظریه خود استفاده کرد و در تطبیق دادن نظرات کلامی خود با احادیث دوازده امامی کوشید. او ضرورت وجود امام در هر عصر و عصمت امام و نص را برای فرقه‌های امامیه تعریف کرد و منکرین امامت را کافر و امامان شیعه را از همه انبیا به استثنای محمد برتر می‌دانست. از نظر مفید، امامان می‌توانند در اجرای احکام، مجازات‌ها، و تربیت بشر جای پیامبران را بگیرند.

#### سازماندهی
در آغاز قرن سوم هجری یا نهم میلادی آزادی دادن مأمون و ترجمه کتب علمی و فلسفی از زبانهای دیگر به عربی و مناظره‌ها ترویج دیدگاه‌های مختلف دینی باعث شد شیعه شکوفا شود. در قرن چهارم/دهم، ضعف در حکومت عباسی و روی کار آمدن حکام آل بویه موجب قدرت و گسترش آشکار شیعه شد. سپس از قرن پنجم/یازدهم تا قرن نهم بسیاری از پادشاهان شیعه در جهان اسلام ظهور کردند که تشیع را تبلیغ می‌کردند.

### توسعه فقهی و کلامی اثنی عشری

#### امام دوازدهم و غیبت
عثمان ابن سعید (متوفی ۲۶۷ ق -۸۸۰میلادی) بلافاصله پس از مرگ حسن عسکری در سال ۲۶۰ (۸۷۴ میلادی) ادعا کرد که حسن عسکری پسری خردسال به نام محمد دارد که به دلیل تهدید عباسیان به جانش مخفی است و او به نمایندگی از فرزند امام یازدهم منصوب شده است.
محمد بن عثمان (متوفی ۳۰۵ق -۹۲۰م) بعد از مرگ پدرش عثمان مدعی شد که نامه تسلیتی از امام غایب دریافت کرده و به نیابت امام دوازدهم شیعیان منصوب شده است. وی حدود چهل سال تا زمان مرگ (۳۰۵ق -۹۲۰م) در این مسند باقی ماند.
حسین ابن روح نوبختی (فوت ۳۲۶ ق -۹۳۷ م) به سفارش محمد ابن عثمان پس از مرگ جانشین او شد. و تا ۲۰ سال (تا ۳۲۶ ق -۹۳۷ میلادی) در این مسند باقی ماند
علی ابن محمد سمری (فوت ۳۲۹ ق -۹۴۱ م) پس از مرگ حسین ابن روح جانشین او شد و سه سال نیابت کرد. وی شش روز قبل از مرگ نامه ای از امام غایب دریافت کرد که مرگ او را پیش‌بینی کرده و اعلام کرده بود به غیبت کبری می‌رود تا زمانی که خداوند به او اجازه بازگشت بدهد

#### پیدایش علم کلام شیعی
ابوسهل نوبختی (متوفی ۹۲۳م) در نیابت امام غایب به محمد بن عثمان کمک می‌کرد و بخاطر ارتباطاتی که در دربار عباسی داشت به ترویج مذهب اثنی عشری کمک کرد.
حسن ابن موسی نوبختی (متوفی ۹۲۰م) به‌همراه عموی خود ابوسهل نوبختی بنیانگذاران علم کلام شیعی هستند او از معتزله و از مترجمان آثار فلسفی در دارالحکمه بود

#### شروع جمع‌آوری احادیث
به‌گفتهٔ مسعودی اصل نظریه اثنی عشری از کتاب سلیم بن قیس هلالی است.
شیخ کلینی (۸۶۴–۹۴۱ م) (۲۵۸–۳۲۹ ق) مجموعه ای از احادیث برای شیعه جمع‌آوری کرد که کتاب کافی نامید شامل:
اصول کافی
به معرفت‌شناسی، کلام، تاریخ، اخلاق، ادعیه و قرآن می‌پردازد.
فروع کافی
به مسائل عملی و حقوقی می‌پردازد.
روضه الکافی
شامل روایات متفرقه نامه‌ها و احادیث طولانی که از امامان نقل شده است.
ابوعبدالله محمد بن جعفر نعمانی در (۹۵۳ م یا ۳۴۱ق) یعنی ۱۳ سال پس از پایان غیبت صغرا کتاب الغیبه را نوشت و توضیح داد هدف وی برطرف کردن شکهایی است که در مورد امام غایب در مردم به‌وجود آمده است.

#### مکتب بغداد
بغداد در قرن دهم (عصر آل بویه) مرکز متکلمان معتزله بود. عقاید آنان در مورد صفت و عدالت خدا و اختیار متکلمان شیعه را متأثر ساخت. بنی نوبخت، به ویژه ابوسهل نوبختی (متوفی ۹۲۳–۹۲۴)، کلام معتزلی را با نظام فکری امامیه آمیختند.
شیخ صدوق (۹۲۳–۹۹۱ م) (۳۰۶–۳۸۱ق) یا اِبنِ بابَوَیْه مجموعه ای از احادیث در مورد احکام (فرعی) برای شیعه جمع‌آوری کرد که من لا یحضر الفقیه نامیده شد و یکی از کتابهای چهارگانه شیعه است.
شیخ طوسی (۹۹۵–۱۰۵۰م)(۳۸۵–۴۶۰ق) بنیان‌گذار اجتهاد شیعه و بنیان‌گذار حوزه علمیه نجف وی دو مجموعه احادیث را جمع‌آوری کرد الاستبصار و تذهیب الاحکام که از کتب اربعه شیعه هستند. کتاب المبسوط او اولین کتاب اجتهاد است که فروع را از اصول استخراج می‌کرد.
شیخ مفید (۹۴۸–۱۰۲۲م) (۳۳۶–۴۱۳ق) متکلم شیعه دوازده امامی و محدث و فقیهی بود که از عقاید بنی نوبخت و معتزله بغداد برای شکل‌دادن به نظریه خود استفاده کرد و در تطبیق اندیشه‌های کلامی با احادیث دوازده امامی کوشید. سپس سعی کرد اندیشه‌های شیعه و معتزله را تفکیک کرده و وحی را بر دلیل مقدم دانست. مفید کسی بود که ضرورت وجود امام در هر عصر و عصمت امام و نص را برای فرقه‌های امامیه تعریف کرد.
سید مرتضی علم‌الهدی (۳۵۵ق / ۹۶۵ م – ۴۳۶ق / ۱۰۴۴ م) کارهای شیخ مفید را ادامه داد.
شیخ مفید، سیدالمرتضی و شیخ طوسی در عراق با مناظرات و کتب خود نخستین کسانی بودند که اصول فقه شیعه را تحت تأثیر عقاید شافعی و معتزلی معرفی کردند. کلینی و صدوق در ری و قم به رویکرد حدیث گرایانه توجه داشتند.

#### مکتب حله
ابن ادریس حلی (۱۱۴۰–۱۲۰۰ م)، با گرایش عقل گرایانه خود، در السرائر خود به تفصیل فقه شیعه پرداخت. ابن ادریس با رد اعتبار حدیث منفرد، قوه عقلی (عقل) را چهارمین منبع حقوق در استنباط موازین حقوقی قبل از قرآن و حدیث بیان کرد. محقق حلی (۱۲۷۷–۱۲۰۳م)(۶۷۶–۶۰۲ق) اجتهاد و قیاس (قیاس) را به فقه آورد. اجتهاد باعث پویایی در قوانین شیعه شد.
علامه حلی (۱۳۲۷–۱۲۴۹م)(۷۲۶–۶۴۸ق) و محقق حلی به فقه شیعه شکل مشخصی دادند و حدیث ضعیف را جدا کردند. به گفته جان کوپر، پس از حلی، کلام امامیه و روش‌شناسی حقوقی کاملاً با اصطلاحات و سبک فلسفه آمیخته شد.
در ۱۲۵۸میلادی (۶۵۷ق) با حمله مغولان به بغداد، سلسله عباسی فروپاشید. تحت حکومت مغولان، شیعیان آزادتر بودند و حله مرکز آموزش جدید شیعیان شد. مکتب حله با تداوم سنت عقل گرایانه مکتب بغداد و تعریف عقل به عنوان یک اصل مهم فقهی، شالوده نظری را که امروزه فقه شیعی بر آن استوار است، بنا نهاد.
موج دوم مصارف در دوره مغول شکل گرفت که حلی از اصطلاح مجتهد استفاده کرد که فرمان را بر اساس استدلال‌های معتبر دین استنباط می‌کند. حلی از اجتهاد به معنای استدلال انضباطی بر اساس شریعت بود. وی با توسعه اصول اصول هنجارهای قانونی و منطقی تری را معرفی کرد که معنای اصول را فراتر از چهار اصل منابع شریعت گسترش داد.

#### مکتب جبل العامل
عاملی اولین کسی بود که اصول اجتهاد را به‌طور کامل تدوین کرد.

#### ورود به سیاست و مکتب اصفهان
در سال ۱۵۰۱ اسماعیل اول سلسله صفویه را تأسیس کرد. در حالی که اکثر شهرهای بزرگ ایران سنی مذهب بودند، مذهب دوازده امامی را مذهب رسمی امپراتوری خود اعلام کرد. علمای شیعه برای راه اندازی حوزه‌های علمیه شیعه به ایران آورده شدند.
محقق کرکی (۱۵۳۱–۱۴۶۱م)(۹۴۰–۸۷۰ق) اظهار داشت: برای مصلحت امت، لازم است یک عالم شیعه پیشوای مشروعی برای انجام وظایف امام غایب باشد. در زمان صفویان، مقامات مذهبی (شیخ‌الاسلام) برای همه شهرهای بزرگ منصوب شدند. کرکی حوزه علمیه بزرگی را در قزوین و اصفهان تأسیس کرد و در نتیجه ایران بار دیگر مرکز فقه امامیه شد.
سهروردی (۱۱۵۴–۱۱۹۱ م) (۵۴۹–۵۸۷ ق) کوشید تا فلسفه عقلی و شهود عقلی را هماهنگ کند، اما میرداماد پایه‌گذار آن است.
میرداماد (۱۶۳۱–۱۵۶۱م)(۱۰۴۰–۹۶۹ق) تعالیم ابن عربی، سهروردی، ابن سینا و نیرالدین را در هم آمیخت و بعد فکری جدیدی را در تشیع بنیان نهاد.
علمای مکتب اصفهان روایات فلسفی، کلامی و عرفانی تشیع را در ترکیبی متافیزیکی به نام حکمت الهی ادغام کردند. مهم‌ترین نماینده مکتب اصفهان ملاصدرا بود.
ملاصدرا (۱۶۴۰–۱۵۷۱م) (۱۰۴۵–۹۷۹ق) ترکیبی از کلام، فلسفه مشاء، عرفان فلسفی، و تصوف، به ویژه تصوف ابن العربی، ارائه کرد. ملاصدرا شاگردان برجسته ای مانند ملا محسن کاشانی و عبدالرزاق لاهیجی تربیت کرد که سنت‌های مکتب اصفهان را در قرون بعدی در ایران و هندوستان نقل کردند.
محمدباقر مجلسی (۱۶۲۸–۱۶۹۹ م) (۱۰۳۷ – ۱۱۱۰ ق) به‌طور گسترده اقدام به نوشتن به زبان فارسی کرد و به این وسیله فاصله بین زبان فقها و توده‌ها را پر کرد و آثار او بیشترین نفوذ را در جامعه ایران داشتند. وی کوشید تا برای همه موقعیت‌های فرضی که ممکن است یک مؤمن واقعی با آن مواجه شود، فتوا صادر کند. از نحوه پوشیدن لباس تا آمیزش جنسی و معاشرت با زنان، کوتاه کردن ناخن‌ها، خوابیدن، بیدارشدن، ادرار و مدفوع، تنقیه، عطسه، ورود و خروج به مستراح و معالجه و شفای بسیاری از امراض راهنمایی‌هایی ارائه کرد و این اولین رساله احکام اثنی عشری شد. مجلسی که برخی او را پدر تشیع (امروزی) ایرانی می‌دانند، مؤمنان را تشویق می‌کرد که تصورات خیال‌انگیز را به عنوان بخشی از ایمان خود بپذیرند و رهبران خود را به‌عنوان مافوق بشر تجلیل کنند.

#### مناقشات اخباری-اصولی
در اواخر عصر صفویه (۱۷۳۶) مکتب اصولی مورد هجوم جریان اخباری (سنت گرا) قرار گرفت که مؤسس آن ملا محمد امین الاسترآبادی بود. استرآبادی به اندیشه اجتهاد حمله کرد و اصولیان را دشمن دین خواند. او حدیث را تنها منبع شریعت و فهم قرآن می‌دانست.
محمد باقر بهبهانی به عنوان بنیان‌گذار مرحله جدیدی در فقه شیعه، روش عملی جدیدی در پیش گرفت. او به اخباریان حمله کرد و شیعه روش آنها را کنار گذاشت. تسلط اصولیان بر اخباریان در نیمه پایانی قرن هجدهم زمانی رخ داد که بهبهانی اصولیان را به تسلط رساند و «اخباریان را در کربلا و نجف کاملاً شکست داد» به‌طوری که «تنها تعداد انگشت شماری از علمای شیعه اخباری باقی مانده‌اند. امروز." تأسیس مجدد مدرسه اصولی منجر به ارتقای مرجعیت علمای حقوق در سلسله قاجار شد.

#### مکتب قم، انقلاب اسلامی و جمهوری اسلامی
در دهه ۱۹۶۰ روح‌الله خمینی خواهان لغو سلطنت در ایران شد. او به عراق تبعید شد و در آنجا به مخالفت خود با رژیم پهلوی ادامه داد. او همچنین دستور مخالفت با شاه را صادر کرد و انقلاب ۱۹۷۹ را رهبری کرد.

### دکترین الهیات
الهیات اثنی عشری که عمدتاً مشتمل بر پنج اصل است در طول تاریخ بر اساس آموزه‌های قرآن و احادیثی از محمد و ائمه دوازده‌گانه (به ویژه جعفر صادق) شکل گرفته است.
عرفا، فلاسفه و علمای سنت، همگی در مورد توحید خدا، اختیار و روز جزا، نظرات مختلفی دارند

#### وحدت خدا
به گفته حسین نصر، علی بن ابی‌طالب، اولین امام شیعیان را پایه‌گذار الهیات اسلامی دانسته اند و در میان مسلمانان خطبه‌های او حاوی نخستین براهین عقلی توحید است.

از علی نقل شده است که وحدت خدا به این معناست که او مانند ندارد، مشمول شمارش نیست و در واقعیت و خیال قابل تقسیم نیست. در مناسبتی دیگر از ایشان نقل شده است که فرمود:
اولین قدم دین، پذیرش، درک و شناخت او به عنوان پروردگار است شکل صحیح اعتقاد به یگانگی او این است که بداند او آنقدر مطلقاً پاک و فراتر از طبیعت است که نمی‌توان چیزی به وجودش اضافه یا کم کرد؛ یعنی باید دریافت که بین شخص و صفاتش فرقی نیست و نباید صفات او را از شخص او متمایز کرد.
اثنی عشری سنتی به شدت معتقدند که خدا با خلقتش متفاوت است و هر دو موجودات جداگانه ای هستند.
با این حال، سید حیدر آملی، عارف و فیلسوف برجسته شیعه، خدا را در کنار عصمت، صفات، افعال و افعالش تنها در وجودش تعریف می‌کند. پس کلیت هستی این است که او به واسطه او از او می‌آید و به او بازمی‌گردد. خدا موجودی در کنار یا بالاتر از دیگر موجودات، مخلوقات او نیست. او هستی است، فعل مطلق هستی (وجود مطلق). وحدت الهی به معنای وحدت حسابی، در میان، در کنار یا بالاتر از سایر واحدها نیست؛ زیرا، اگر غیر او (یعنی موجود مخلوق) وجود داشت، خدا دیگر یگانه، یعنی یگانه موجود نبود. چون این ذات الهی بی‌نهایت است، صفات او با ذات او یکی است. اساساً یک واقعیت وجود دارد که یکی و غیرقابل تقسیم است.
با توجه به الهیات دوازدهم، توحید متشکل از جنبه‌های مختلف، از جمله توحید از جوهر، صفات، خلقت، ربوبیت و یگانگی در عبادت.

#### توحید از ذات
توحید ذات خدا یعنی ذات او واحد و بی نظیر است. قرآن 112 در این باره می‌فرماید: بگو: «اُوَهُ اللَّهِ یَحْتَا اللَّهُ مِنْ اللَّهِ مِنْ أَوْلَیْهِ. او نه زاییده می‌شود و نه زاده می‌شود و برای او همتای وجود ندارد. "

#### توحید از صفات
توحید از صفات معنی صفات خدا هیچ واقعیت غیر از ذات او. علی استدلال می‌کند که " هر صفتی به غیر از چیزی که به او نسبت داده می‌شود شهادت می‌دهد و هر شی از این دست به نوبه خود به غیر از صفت شهادت می‌دهد. " توحید از صفات به معنای انکار وجود هر نوع تعدد و ترکیبی در ذات خود است. تمایز بین ذات و صفات یا بین صفات به معنای محدودیت در وجود است.
دوازده امامی معتقدند که نام‌های خدا توسط او خلق شده‌اند و ویژگی‌های او نیستند. نام ترکیبی از حروف ایجاد شده است در حالی که ویژگی‌ها همان چیزی است که با این نام ضمنی است. در الکافی گفته شده است که هر کس نام خدا را پرستش کند به خدا کفر کرده است زیرا او نیست.

#### توحید خالق
الحور المیلی می‌گوید که خدا همه چیز را به جز اعمال انسان خلق کرده است.
با توجه به برخی از شیعیان، توحید از خلقت بدان معنی است، که علل و اثرات از جهان مستقل از خدا نیست، فقط به عنوان موجودات که در اصل مستقل نیست. به گفته مطهری هیچ قدرتی به جز خدا وجود ندارد.

#### توحید ربوبیت
یگانگی در عبادت، یعنی تنها خدا سزاوار پرستش است. از نظر مرتضی مطهری، یگانگی در عبادت به معنای رد هر نوع عبادت تقلبی (مانند پرستش هوای نفس، پول یا حیثیت) است و چنان‌که قرآن می‌فرماید، هر اطاعت از امری عبادت است.

#### شرک
شرک برخلاف توحید است. این عقیده است که جهان بیش از یک اصل یا قطب دارد. از نظر مرتضی مطهری، وجه تمایز توحید نظری از شرک، شناخت این اندیشه است که هر واقعیت و موجودی در ذات و صفات و فعل خود از اوست. هر عمل ماوراء طبیعی پیامبران به اذن خدا است که قرآن به آن اشاره کرده است. شرک در عمل آن است که چیزی را غایت خود و مستقل از خدا فرض کنیم، و آن را راهی به سوی خدا بدانیم.

### قرآن
در منابع شیعه دوازده‌امامی حداقل تا قرن چهارم هجری — تسلط آل بویهٔ شیعه بر دستگاه خلافت — اعتقاد به تحریف قرآن دیده می‌شود و التنزیل و التحریف، التنزیل و التغییر و التنزیل من القرآن و التحریف سه نمونه از کتب شیعه محصول قرون اولیه اسلامی دربارهٔ تحریف قرآن هستند. اینان معتقد بودند آیات بسیاری در وحی محمد وجود داشته که در آن‌ها از علی (به خصوص «ولایة علی» که معانی متفاوتی داشته) و فاطمه و فرزندانشان به عنوان بهترین الگوهای امت نام برده شده اما آن‌ها را حذف کرده‌اند. همچنین گفته‌اند که قرآن حاوی آیاتی دربارهٔ خیانت سران قریش به محمد بوده اما این افراد که بعد از مرگ محمد به قدرت رسیدند، آیات مورد نظر را تحریف کردند. لیکن علی قرآن اصلی را مخفی کرد و از امامی به امامی دیگر منتقل می‌شد تا اینکه با امام دوازدهم به غیبت برده شد. اشارات شیعی به تحریف قرآن دو دستهٔ مستقیم و غیرمستقیم هستند. اشارات غیرمستقیم به تحریف قرآن از سوی امامان را در بخش‌هایی از کتب روایی قرار می‌دادند که اساساً ربطی به تحریف قرآن نداشتند و گویی قصد داشتند آن‌ها را پنهان کنند. اشاره‌های مستقیم نیز نقل قول‌هایی از قرآن هستند که با آنچه در مصحف عثمان موجود است فرق دارد. تعداد چنین آیاتی در منابع شیعه، بیش از صدها مورد است و السیاری، نویسندهٔ قرن سوم، در کتاب التنزیل والتحریف حدود سیصد آیه را نقل کرده است. مثلاً، متن زیر نسخهٔ دیگری از آیهٔ ۱۱۵ سورهٔ طه در منابع شیعه است (تفاوت با قرآن رسمی با فونت ایتالیک ضخیم نوشته شده):
و بی تردید پیش از این با آدم با فرامینی دربارهٔ محمد و علی و حسن و حسین و امامان از نسلشان پیمان بستیم، و فراموش کرد، و برای او عزمی نیافتیم.— سورهٔ طه آیهٔ ۱۱۵

### عدالت خدا
علی اصرار دارد که خدا عادل است و خود عدل است و فضیلت عدل از او به جان انسانها جاری می‌شود. از آنجا که او عدالت است، هر کاری که انجام می‌دهد عادل است. تشیع عدل فطری ذات الهی می‌داند، یعنی خدا نمی‌تواند ظلم کند، زیرا این فطرت اوست که عادل باشد.

#### عدالت در خلقت
اثنی عشری بر این باورند که خدا به هر موجودی آنچه را که برای او مناسب است عطا می‌کند، زیرا آیه 20:50 می‌گوید: خدای ما آن کسی است که همه موجودات عالم را نعمت وجود خاص خودش بخشیده و سپس (به راه کمالش) هدایت کرده است.

#### عدالت در نظام دینی
معتقدند خدا هر انسانی را با فرستادن پیامبران هدایت می‌کند و وظایفی را که بیش از توانشان است بر آنان تحمیل نمی‌کند. در پیام قرآن، تفسیر آیه ۲۰:۵۰ چنین است؛ او (موسی) در پاسخ (به فرعون) گفت؛ رزق ما کسی است که به هر چیزی ماهیت و صورت حقیقی آن را می‌بخشد و آن را [به سوی تحقق آن] هدایت می‌کند.
عدالت در پاداش
طباطبایی تصریح می‌کند که عدل خدا ایجاب می‌کند که افراد نیکوکار و شرور از هم جدا شوند؛ نیکوکاران زندگی خوبی داشته باشند و بدکاران زندگی بدی داشته باشند. عقاید و اعمال همه مردم را به حق داوری خواهد کرد و حق هر کس را خواهد داد. آنگاه حقیقت هر چیز آنچنان‌که هست برای مرد آشکار می‌شود. با ایمان و عمل نیک خود می‌تواند به دوستی با خدا برسد. صورت اعمال انسان به روح او می‌پیوندد و با او همراه است که سرمایه زندگی آینده اوست. آیه 96: 8 اشاره به بازگشت به خدا دارد.

#### جبر و اراده آزاد
طبق روایات اثنی عشری، خدا افعال انسان‌ها را نمی‌آفریند و در عوض آنها را کاملاً خلق کرده است. در روایتی از موسی الخادم آمده است: اگر خدا افعال انسان را آفریده است، نباید انسان را به خاطر آن مجازات کند. جعفر سبحانی معتقد است که عدل خدا مستلزم آن است که افعال انسان را خدا خلق نکند وگرنه خدا مرتکب اعمال ناپسند خواهد بود. جبر در تشیع مردود است.
اما برخی از فلاسفه معتقدند همه هستی مخلوق اوست اعم از انسان و افعال او. اما اعمال دو بعد دارند. اولی ارتکاب فعل با اختیار، دوم ایجاد آن فعل به اراده خدا است که با آن به مردم قدرت انجام فعل داده است. صدرالدین شیرازی می‌گوید: «خداوند سبحان از انجام هر گونه بدی به دور است و به میل خود به ملکوت خود می‌رود."
این دیدگاه که خدا اعمال انسان‌ها را می‌آفریند، توسط دوازده مذهبی سنتی رد شده است.

### مکان‌های مقدس
| جایگاه مقدس        | محل     |
| ------------------ | ------- |
| مسجد الحرام        | مکه     |
| مسجد النبی         | مدینه   |
| الحرام الشریف      | اورشلیم |
| مسجد امام علی      | نجف     |
| حرم امام حسین      | کربلا   |
| بقیع               | مدینه   |
| جنت المعلا         | مکه     |
| مسجد سیده زینب     | دمشق    |
| مسجد العباس        | کربلا   |
| مسجد سیده رقیه     | دمشق    |
| قبرستان باب الصغیر | دمشق    |
| حرم امام رضا       | مشهد    |
| مسجد الکاظمیه      | بغداد   |
| مسجد العسکری       | سامرا   |
| حرم فاطمه معصومه   | قم      |

### نبوت
به جعفر صادق منسوب است از پدرانش نقل کرده که محمد در یکی از خطبه‌های خود چنین گفته است: «[خدا] برای مردم پیامبرانی فرستاد تا حجت قاطع او بر مخلوقاتش باشند و فرستادگانش به سوی آنان بر آنان گواه باشند. در میان آنان پیامبرانی مبعوث کرد که بشارت و هشدار دهند.» طباطبایی می‌گوید که خدا با فرستادن انبیا، هدایت مردم را به کمال رسانده است؛ زمانی که آموزه‌ها و اعمال شریعت نازل شده به کمال رسید، نبوت نیز پایان می‌یابد. به همین دلیل است که قرآن به این نکته اشاره می‌کند که اسلام آخرین و کامل‌ترین دین و محمد خاتم پیامبران است. حلی می‌گوید: «انبیا از ملائکه برتری دارند، زیرا پیامبران با قوه عقلا تعارض دارند و آن را به تسلیم عقل وادار می‌کنند."

#### فرشته
اعتقاد به وجود فرشتگان از جمله مواد ایمان است. فرشتگان را موجودات غیبی از جوهری نورانی و معنوی، واسطه بین خدا و عالم مرئی محسوب می‌کنند. فرشتگان اگرچه از نظر ماهیت برتر هستند، اما از نوع بشر پست ترند، زیرا انسان می‌تواند تصویر خدا را منعکس کند. آیه 2:34 دلالت بر برتری نوع بشر دارد. خدا به وسیله جبرئیل که راهنمای او در معراج بود، قرآن را بر محمد نازل کرد. فرشتگان اعمال انسان‌ها را ثبت می‌کنند. آنها از دستورهای خدا پیروی می‌کنند و بر او پیشی نمی‌گیرند 21:27. عزالدین کاشانی بحث می‌کند که ملائکه در درجه و مقام متفاوت هستند. برخی از آنها به آستان کمال می‌چسبند و برخی دیگر امور خلقت را اداره می‌کنند. او بر تمام امور زمین و آسمان بر اساس اصل خلقت اداره می‌کند. اسرافیل، ارواح را در بدنها قرار می‌دهد و در روز قیامت در شیپور می‌دمد. جبرئیل که وحی را به محمد رساند، عزرائیل، فرشته مرگ است. کروبیان (الکروبیون) که فقط خدا را ستایش می‌کنند. فرشتگان هفت آسمان و فرشتگان نگهبان، دو نفر از آنها به فکر مردان هستند. فرشتگان حاضر بر انسان صلوات می‌آورند. نکیر و منکر که از مرده در قبر سؤال می‌کنند.

#### مکاشفه
طباطبایی بیان می‌کند که بر اساس نظریه هدایت عام، چون عقل بشری نمی‌تواند قانون کامل سعادت را درک کند و از طریق خلقت به آن دست نیافته است، باید نسبت به این قانون آگاهی کلی وجود داشته باشد. و می‌تواند در دسترس همه باشد. او می‌افزاید باید افرادی باشند که وظایف واقعی زندگی را درک کرده و آنها را در دسترس انسان قرار دهند. طباطبایی از این قوه ادراک که غیر از عقل و حس است، به شعور نبوی یا شعور وحی یاد می‌کند که آیه 4: 163 به این ادراک یعنی وحی اشاره می‌کند. طباطبایی دریافت وحی، حفظ و نشر آن را سه اصل هدایت هستی شناختی می‌داند. آنچه پیامبران از طریق وحی به دست آوردند، دینی بود که شامل عقاید و عمل یا روش است. وی در ادامه می‌افزاید: با گذشت زمان و رشد تدریجی جامعه، تحول تدریجی در شریعت نازل آشکار می‌شود. کلام خدا از سه طریق به انسان می‌رسد، از طریق وحی یا الهام الهی. در پشت پرده، انسان می‌تواند سخنان خدا را بشنود، اما نمی‌تواند او را بشنود. یا فرشته ای به وسیله رسولی الهام را به مردم می‌رساند. در آیات 72: 26-28 دو نوع نگهبان از صداقت وحی محافظت می‌کنند: فرشته ای که از پیامبر در برابر هر نوع خطا محافظت می‌کند، خدایی که از فرشتگان و پیامبران محافظت می‌کند.

#### معجزه
طباطبایی معجزه را یک واقعه ماوراء الطبیعه تعریف می‌کند که از سوی پیامبر و دوستان خدا به عنوان چالشی برای اثبات ادعای نبوت و به اذن خداست. او بیان می‌کند که معجزه باید مطابق خواسته مردم زمان خودش باشد. وی می‌افزاید: معجزه با ادعای نبوت پیوندی ناگسستنی دارد و فراتر از عقل و اندیشه است. حلّی در معجزه به معنای به وجود آمدن چیزی است که غیرعادی است یا از بین بردن چیزی که به‌طور معمول وجود دارد، به نحوی که از حالت عادی خارج شود و با ادعای (نبوت) منطبق باشد. سبحانی تفاوت‌هایی بین معجزات و کارهای خارق‌العاده را بیان می‌کند. او خاطرنشان می‌کند که معجزات قابل آموزش نیستند و بدون هیچ آموزش قبلی انجام می‌شوند. معجزات چون برگرفته از قدرت لایتناهی خدا هستند، انکارناپذیرند. معجزات انواع نامحدودی دارند. معجزات اغلب مربوط به امور معنوی و نه دنیوی است.

### امامت
شیعه معتقد به ساختار سه جانبه اقتدار است. حجت خدا که مطلق و جهان شمول است چنان‌که آیه 3: 26 برمی‌آید، حجت محمدی که به لطف خدا مشروعیت یافته است، همان‌طور که آیه 7: 158 به آن اشاره می‌کند و ولایت ائمه. جامعه از طریق محمد به گونه ای که آیات 5: 67 و 5: 3 بر اساس اعتقاد بنیادین شیعه تأیید می‌کند. امامت از نظر شیعه ادامه رسالت نبوی است.

#### شرایط امام در شیعه اثنی عشری
شیعیان دوازده امامی به دوازده امام از اولاد محمد اعتقاد دارند که باید این صفات را داشته باشند: نص (تعیین امام قبلی)، عصمت (عصمت)، علم (علم الهی)، ولایت (هدایت معنوی). امامان دوازده‌گانه بر اساس عقیده اثنی عشری جانشینان روحانی و سیاسی محمد هستند. در اسلام شیعه عقیده بر این است که عقل، حکمت الهی، منشأ ارواح انبیا و امامان بوده و به آنان علم باطنی به نام حکمت داده است و مصائب آنان را وسیله فیض الهی به شیفتگانشان می‌داند. امام هر چند گیرنده وحی الهی نبود، اما با خدا ارتباط نزدیک دارد که خدا به وسیله آن او را هدایت می‌کند و امام نیز به نوبه خود مردم را هدایت می‌کند. امامت یا اعتقاد به هادی الهی اعتقادی اساسی در اسلام شیعی است و بر این مفهوم استوار است که خدا بشریت را بدون دسترسی به هدایت الهی رها نمی‌کند.
به عقیده اثنی عشری، همیشه یک امام زمان وجود دارد که در جامعه مسلمانان، مرجع الهی در همه امور اعتقادی و شرعی است. علی اولین امام این سلسله و در نظر اثنی عشری جانشین برحق محمد و پس از آن فرزندان ذکور محمد (همچنین به نام حسنین) از طریق دخترش فاطمه بود. هر امامی فرزند امام قبلی بود، به استثنای حسین بن علی که برادر حسن بن علی بود. دوازدهمین امام محمد مهدی است که به عقیده اثنی عشری زنده و مخفی است. شیعه امام را معصوم می‌داند. این یکی از جنبه‌های مهم کلام شیعه است که آنها پیامبر نیستند، بلکه پیام محمد را اجرا می‌کنند.

#### جانشینی بر محمد
شیعیان معتقدند که با رحلت محمد، مرجعیت دینی و سیاسی او به امامان شیعه رسید. شیعیان جانشین را مفسر باطنی وحی و شریعت الهی می‌دانند. به استثنای زیدیه، شیعیان معتقد به امامت هستند، اصلی که بر اساس آن، حاکمان، امامانی هستند که منتخب الهی، معصوم و بی گناه هستند و باید از اهل بیت فارغ از نظر اکثریت، شورا یا انتخاب باشند. آنها ادعا می‌کنند که محمد قبل از مرگش، به ویژه در واقعه غدیر خم، نشانه‌های بسیاری داده بود که علی، پسر عمو و داماد خود را جانشین خود می‌دانست. از نظر اثنی عشری، علی و یازده نفر از فرزندان او، دوازده امام، حتی قبل از تولدشان، تنها حاکمان معتبر اسلامی منصوب و مقرر شده از سوی خدا شمرده می‌شدند. مسلمانان شیعه معتقدند که به استثنای علی و حسن، همه خلفای پس از مرگ محمد نامشروع بودند و مسلمانان هیچ تعهدی به پیروی از آنها نداشتند. آنان بر این باورند که تنها هدایتی که بر جای مانده است، چنان‌که در حدیث ثقلین آمده است، قرآن و اهل بیت محمد بوده است. آنها به دلیل عصمت خود می‌توانند جامعه مسلمانان را با عدالت و انصاف رهبری کنند.

#### اختیارات امام در شیعه دوازده امامی
شیخ کلینی در اوائل قرن دهم میلادی (چهارم هجری) در کتاب اصول کافی در حدیثی معروف از امام هشتم شیعیان نقش امام در شیعه دوازده امامی را اینگونه شرح می‌دهد:
امامت زمام دین و نظام مسلمین و صلاح دنیا و عزّت مؤمنان است. امامت اساس اسلام بارور و شاخهٔ بلند آن است. امام، حلال خدا را حلال و حرام خدا را حرام می‌شمرد و آن را تحقق می‌بخشد؛ حدود الهی را به پا می‌دارد و از دین خدا دفاع می‌کند و به سوی راه پروردگارش به وسیلهٔ دانش و اندرز نیکو و دلیل رسا و محکم دعوت می‌کند. امام امین خدا در میان مردم، حجت حق بر خلق، خلیفهٔ الهی در جامعه، رهبر و ره نمای خلق به سوی حق و نگهبان حریم حقوق الهی است.

#### زیارت و توسل
زیارت یک عمل دینی است که به معنای حضور در برابر بزرگان دین یا قبور آنان به منظور ابراز و نشان دادن تکریم/ محبت و کسب برکات معنوی است. زیارت ائمه حتی توسط خود امامان و علما و فقهای شیعه از دوران اولیه تاریخ شیعه توصیه شده است. محبوب‌ترین مقاصد برای زائران شیعه عبارتند از: نجف و کربلا در عراق، قم و مشهد در ایران، و سیده زینب در سوریه.
از نظر شیعیان، امامان به این دلیل مورد احترام هستند که از خدا الهام شده و درجه‌ای از وحی دریافت کرده‌اند.
توسل واژه‌ای عربی است که از وصال وسیلات (به عربی: وسیلة-وسل) گرفته شده است. وسیله، روشی است که به سبب آن به شخص یا هدفی نزدیک می‌شود، و به آن می‌رسد.
برای شیعیان: بهره بردن از عوامل برای رسیدن به اهداف امری طبیعی است، اما این عوامل را نباید مستقل از خدا دانست و باید در قرآن و روایات ثابت شده باشد. این وسیله می‌تواند هر چیزی باشد که موجب تقرب به خدا شود مانند نماز، زکات.

#### عصمت
در کلام شیعه، عصمت به معنای «مصونیت از گناه» است. « عصمت به انسان نسبت داده می‌شود، این مفهوم به معنای توانایی اجتناب از فحشاء علیرغم داشتن قدرت بر ارتکاب آن است عصمت موهبتی الهی مخصوص امامان و پیامبران است که خدا آنان را از گناهان حفظ می‌کند، سپس با دادن علم به بدی گناه اراده راسخ در برابر گناه را می‌دهد.
بر اساس کلام اثنی عشری، جانشین محمد، انسان معصومی است که نه تنها بر جامعه حکمرانی می‌کند، بلکه می‌تواند شریعت و معنای باطنی آن را حفظ و تفسیر کند. گفتار و کردار محمد و ائمه اطهار و الگوی جامعه برای پیروی است. پس باید از خطا و گناه مبری باشند و به حکم الهی یا نص از طریق محمد انتخاب شوند.
به روایت اثنی عشری پیامبر اسلام محمد، دخترش فاطمه زهرا; و امامان دوازده گانه در مفهوم کلامی عصمت معصوم شمرده می شوند. بر این اساس، آنها قدرت ارتکاب گناه را دارند، اما به دلیل فطرت خود می‌توانند از انجام این کار اجتناب کنند. اعتقاد بر این است که معصومین به دلیل عدالت، آگاهی و عشق عالی که به خدا دارند، تنها از خواست خدا در اعمال خود پیروی می‌کنند. آنها همچنین از خطا مصون هستند: در امور عملی، در دعوت مردم به دین، و در ادراک علم الهی. شیعیان چهارده معصوم را برتر از بقیه مخلوقات و نیز بر سایر پیامبران بزرگ می‌دانند.
از منظر تاریخی، ویلفرد مادلونگ مدعی است که طهارت اهل بیت - آل محمد - توسط آیه تطهیر در قرآن تضمین شده است. دونالدسون در برهان خود معتقد بود که رشد کلام شیعی در فاصله زمانی بین رحلت محمد و غیبت امام دوازدهم، نشأت گرفته از مفهوم عصمت است که بر اهمیت آن می‌افزاید. آن لمبتون مدعی است که نه اصطلاح و نه مفهوم عصمت در قرآن یا در احادیث متعارف اهل سنت آمده است. ظاهراً اولین بار توسط امامیه، شاید در اوایل قرن دوم تقویم اسلامی، استفاده شده است که در آن معتقد بودند که امام باید از گناه مصون باشد (معصوم). به گفته حمید الگار، مفهوم عصمت در اوایل نیمه اول قرن دوم گاهشماری اسلامی مطرح شده است. علمای شیعه در قرن چهارم و پنجم تقویم اسلامی، عصمت محمد و دوازده امام را به شکلی سختگیرانه تعریف کردند تا این که این آموزه از ارتکاب هر گونه گناه یا خطای سهوی، چه قبل و چه پس از تصدی مقام، خارج شد.

#### غیبت
به گزارش اثنی عشری، شرایط حاکم بر عباسیان باعث شد که حسن عسکری تولد فرزندش مهدی را پنهان کند.

## مناسک شیعه اثنی عشری

### شهادتین
به شهادتین شیعه علاوه بر اشهد ان لااله الا الله و اشهد ان محمدا رسول‌الله جمله اشهد ان علی ولی‌الله نیز اضافه شده است

### سجده بر مهر
مهر نماز تکه‌ای گِل شکل داده شده است که مسلمانان شیعه هنگام نماز بر آن سجده می‌کنند. اهل سنت استفاده از تربت را به عنوان بدعت رد می‌کنند.

### پرداخت خمس
از نظر اهل سنت، مالیات خمس تنها به غنائم جنگی تعلق می‌گیرد. در بین شیعه خمس به: غنیمت، اشیاء به دست آمده از دریا، گنج، منابع معدنی، درآمدهای سودآور، حلالی که با حرام مخلوط شده است و زمینی که از مسلمان به ذمی (غیرمسلمانان تحت فشار مسلمانان) منتقل می‌شود تعلق می‌گیرد. دریافت کنندگان خمس از اولاد محمد و روحانیون اسلامی هستند.

### عزاداری

#### دسته گردانی
«دسته گردانی و سینه زنی و نوحه خوانی در زمان صفویه رایج شده و توسعه پیدا کرده بود… در زمان ناصر الدین شاه با آداب و تشریفات و تجمل بسیار برگزار می‌شد. دسته‌های روز با نقاره و موزیک جدید و علم و بیرق و کتل، و دسته‌های شب با طبقهای چراغ زنبوری و حجله و مشعل به راه می‌افتاد و در فواصل دسته سینه‌زنها با آهنگ موزون سینه می‌زدند. …»

##### زنجیر زنی
زنجیر زنی در بین شیعیان اثنی عشری شبیه به همان روشی که مسیحیان قرنها انجام داده‌اند انجام می‌شود.

##### قمه زنی
قمه زنی یا تطبیر مورد اختلاف میان علمای شیعه است. محمدصادق روحانی قمه‌زنی را از شعائر و مستحسن می‌داند. خمینی آن را در صورتی که موجب ضرر نباشد، بدون مانع می‌دانست. سید علی خامنه‌ای، ناصر مکارم شیرازی، محمد فاضل لنکرانی، عبدالله جوادی آملی، حسین نوری همدانی و سیدکاظم حائری قمه زنی را جایز نمی‌دانند. سیستانی تا به حال نظری اعلام نکرده است.

### متعه یا ازدواج موقت
ازدواج موقت یا صیغه نوعی ازدواج در مذهب شیعه است که در آن عقد ازدواج برای مدت معین و محدودی با مهریه ای معلوم، بین زن و مرد بسته می‌شود و با پایان آن رابطهٔ زوجیت خود به خود منقضی می‌شود. اهل سنت، اباضیه و زیدیان آن را حرام و شیعیان امامیه آن را مشروع و صحیح می‌دانند. در اوائل قرن ۱۸ میلادی محمد باقر مجلسی شیخ‌الاسلام اصفهان و اثرگذارترین شخصیت شیعه اثنی عشری در کتاب حق الیقین خود ۱۱ اصل از ضروریات شیعه دوازده امامی معرفی کرد که سومین آنها متعه بود

### تقیه
تقیه در اسلام شیعه مورد تأکید قرار گرفته است که به موجب آن پیروان اجازه دارند مذهب خود را در صورت تهدید به آزار و اذیت یا اجبار پنهان کنند. این عمل در اسلام اهل سنت مردود است.

### اذان
شاه اسماعیل در جریان فتح تبریز، فرمان داد که خطیبان اشهد ان علیا ولی‌الله و حی علی خیرالعمل را در اذان و اقامه وارد کنند

### نقش روحانیت
علی شریعتی بارها تأکید می‌کرد که در اسلام به جای روحانی، عالم دینی وجود دارد، وی اعتقاد داشت که روحانی چیزی مقتبس از تعالیم مسیحی قرون وسطی بوده که با ظهور سلطنت صفوی در قبای ملا و آخوند بر اسلام تحمیل شده است وی می‌گوید:
«[در اسلام] سازمانی به نام روحانیت (Clerge) نیست و کسی روحانی حرفه‌ای نمی‌شود. در اسلام میان مردم و خدا واسطه نیست، هر کسی مستقیماً با او در تماس است.» «در اسلام روحانی نداریم، عالم داریم. رابطه آنان با مردم رابطه عالم و عامی و متخصص و غیرمتخصص است نه مقدس و غیر مقدس، متبرک و غیرمتبرک، روحانی و مادی، مرید و مراد.»«روحانی بارها گفته‌ام، که هم مفهومش و هم مصداقش و هم لفظش از فرنگ آمده خیلی هم تازه! همراه فکل و کراوات و دیگر مظاهر غربزدگی»

## امامان

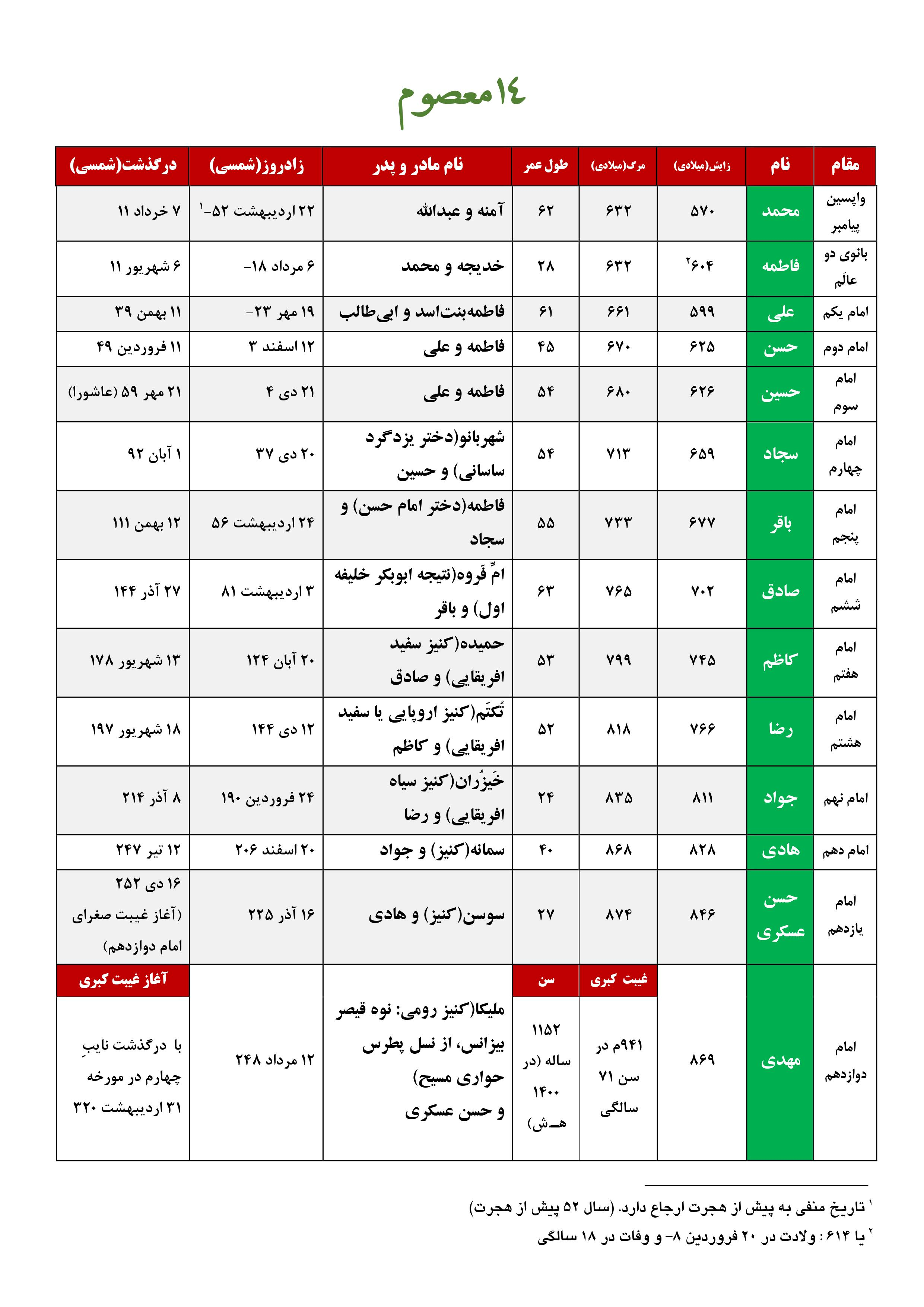
چهارده‌معصوم شیعیان: تاریخ زایش و مرگ بر اساس تقویم میلادی و هجری شمسی، طول عمر خورشیدی، نام پدر و مادر.

پیروان مکتب امامت معتقدند که پس از مرگ محمد نیاز بشر به وصی الهی منتفی نمی‌شود و به همان دلیل که خدا انبیاء را برانگیخته، از میان آن‌ها وصی‌هایی هم برمی‌گزیند تا مردم را هدایت کنند. شیعیان دوازده‌امامی با استفاده از قرآن و به استناد سنت پیامبر به دوازده وصی معصوم، که از اهل بیت محمد هستند؛ به عنوان جانشین منصوب او، تا روز قیامت ایمان آورده‌اند. شیعیان با استناد به حدیث جابر و احادیث متواتر معتقدند ائمه ۱۲ فرد مشخصی هستند که از جانب خدا و از زمان محمد با نام معرفی شده‌اند و عبارت‌اند از:
1. علی بن ابی‌طالب
2. حسن بن علی
3. حسین بن علی
4. علی بن حسین (سجاد)
5. محمد بن علی (باقر)
6. جعفر بن محمد (صادق)
7. موسی بن جعفر (کاظم)
8. علی بن موسی (رضا)
9. محمد بن علی (تقی)
10. علی بن محمد (نقی)
11. حسن بن علی (عسکری)
12. محمد بن حسن، که به اعتقاد شیعیان مهدی زنده و حاضر است، ولی در دوران غیبت به سر می‌برد.

## شیعه شدن ایرانیان

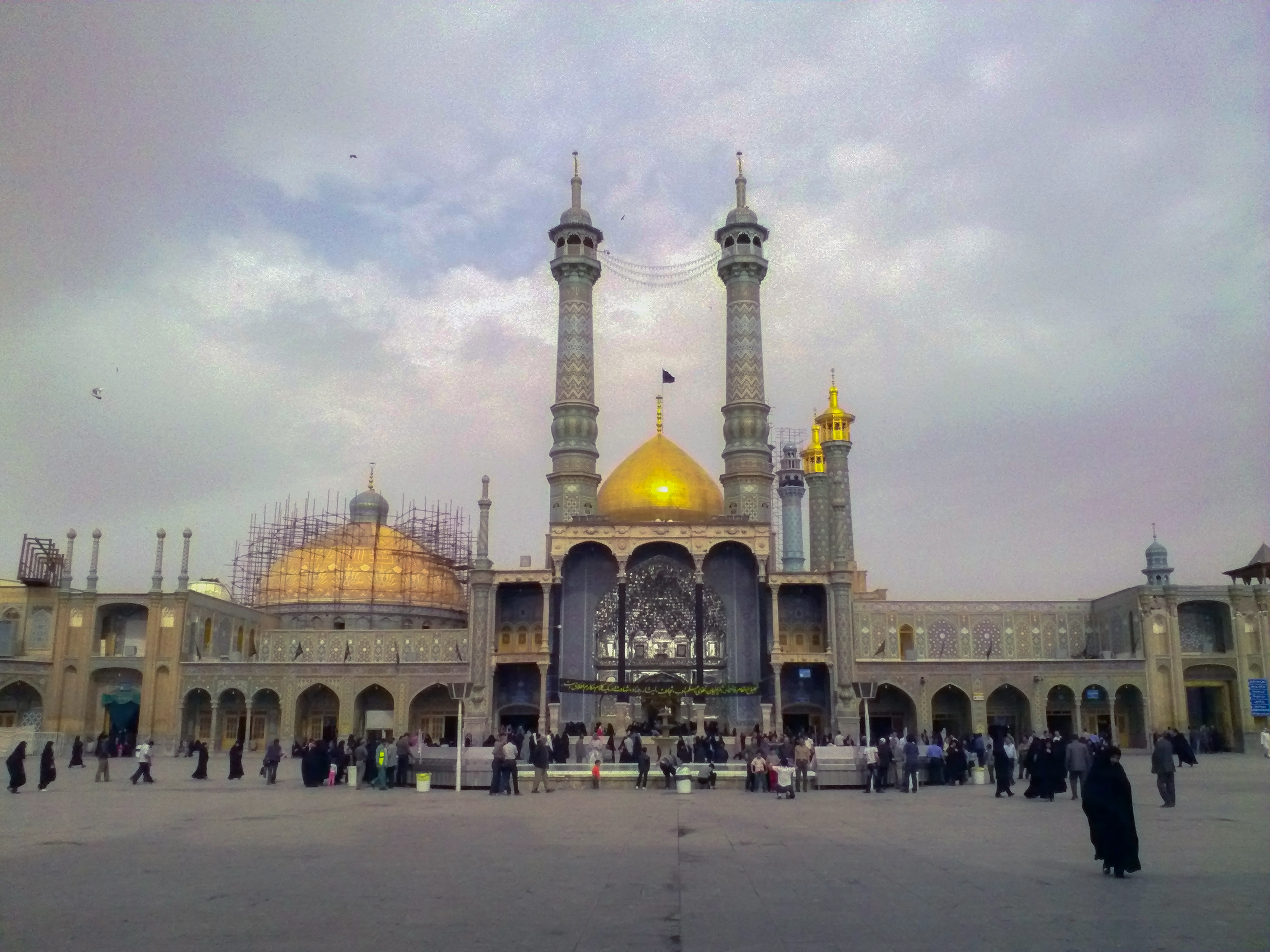
حرم فاطمه معصومه در قم، دختر امام هفتم شیعیان

به عقیده منابعی، شیعه کردن ایران بدون خون‌ریزی صورت نگرفت و چندین هزار تن از سنی‌های ایرانی در جریان آن کشته شدند یا به سرزمین‌های سنی‌نشین پناه بردند. گرویدن ایرانیان به شیعه توسط صفویان، فرایندی از گرویدن اجباری بود صفویان با اقدامات خود در سال ۱۵۰۱ میلادی ایران را به عنوان یک کشور مستقل متحد کردند و تشیع دوازده امامی را به عنوان مذهب رسمی امپراتوری خود تأسیس کردند و یکی از مهمترین نقاط عطف تاریخ اسلام را رقم زدند. در نتیجه ایران کنونی و آذربایجان به شیعه گرویدند. هر دو کشور هنوز اکثریت شیعه بوده و درصد شیعیان آذربایجان پس از ایران در رتبه دوم قرار دارد. شاه اسماعیل افزون بر ارتش خود، از روحانیان و مبلغان شیعه کمال استفاده را برد تا مذهب شیعه را در سرتاسر قلمرو خود بگستراند. روحانیان شیعه در دربار شاهان صفوی از ارج و منزلت بالایی برخوردار بودند. این شد که شیخ بهایی از بزرگان علمای شیعه لبنان در سن ۱۳ سالگی به همراه پدرش از بعلبک به قزوین کوچ کرد. پدرش هنگامی که او ۱۷ سال بیش نداشت از سوی شاه طهماسب به شیخ‌الاسلامی قزوین و خودش در ۴۳ سالگی به شیخ‌الاسلامی اصفهان منصوب شد. بدین ترتیب ریشه ارتباط تنگاتنگ شیعیان ایران و لبنان به قرن ۱۶ میلادی بازمی‌گردد. معروف است که شاهان صفوی در کنار ارتش مجهز خود همواره شیخ‌الاسلام‌ها (لقب مبلغان شیعه) را همراه می‌بردند. برخی تاریخ نویسان سنی این روش را با طعن و کنایه تبشیر شیعی (به مثابه گروه‌های تبشیری مسیحی) نام نهاده‌اند. منابع شیعی دلایل دیگری را نیز برای فرایند شیعه شدن ایران در نظر گرفته‌اند که برخی از آنها عبارتند از:
1. سلمان فارسی، صحابهٔ محمد، ایرانی و شیعه بود که به عقیده برخی چون لویی ماسینیون، فعالیت‌هایی در گسترش تشیع در ایران داشته است.[۱۴۸]
2. در دورهٔ حکومت بنی‌امیه، تبعیض‌های بین عرب و عجم و اختلاف‌های طبقاتی سبب نارضایتی‌ها از دستگاه خلافت شد و همین امر سبب شد تا عدل علوی در حکومت علی بن ابی‌طالب مورد درخواست مردم در نهایت گرایش به تشیع گردد.[۱۴۹]
3. وجود آزادی مذهبی پس از سقوط عباسیان به دست هلاکوخان و رواج تشیع در میان دستگاه حکومت عباسی تا جایی که وزیر مستعصم به نام ابن العلقی یک شیعه دوازده‌امامی بود.[۱۵۰]
4. تشیع اولجایتو و رسمیت مذهب شیعه به دستور او[۱۵۰]
5. حضور وکیلان امامان شیعه در مناطقی از ایران و فعالیت و ارتباط امامان شیعه برای تبلیغ آموزه‌های شیعی[۱۵۱]
6. حضور علی بن موسی الرضا در خراسان[۱۵۲]
7. هجرت علویان و سادات به ایران.[۱۵۲]
8. در عصر سلاطین شیعهٔ آل بویه، موجبات تبلیغ مکتب تشیع بیش از پیش فراهم شد و کتب مهم شیعی مثل تهذیب و استبصار و الکافی و من لایحضره الفقیه در این زمان تألیف شد. بزرگانی از شیعه چون شیخ صدوق و شیخ مفید و شیخ طوسی و سید مرتضی و سید رضی توانستند در این عصر اسلام شیعی را به مردم معرفی کنند.[۱۵۳]
9. در دورهٔ ایلخانان، حضور علامه حلی با بیان احکام و دیدگاه‌های کلامی شیعه و تلاش‌های خواجه نصیرالدین طوسی باعث ترویج تشیع در ایران شد.[۱۵۲]
10. تأسیس سلسله صفوی با رویکردی مذهبی و رسمیت دادن به مذهب تشیع[۱۵۲]

## حکومت اسلامی
از نظر شیعه، حکومت تنها از آن خداست و هر حاکمی که از جانب خدا حکم نکند و فرمانش حق نباشد، لزوماً به باطل حکم کرده و طاغوت است. (چرا که بعد از حق چیزی جز باطل نیست) و دروغ‌زن به خدا و پیامبر او و غاصب ولایت آن‌ها خواهد بود و مخالفت با آن واجب است، مگر از باب تقیه. بنابراین، شیعیان معتقدند که خدا امامانی را از جانب خود تعیین و مشخص نموده است و تنها آنان شایستگی تشکیل حکومت و قرار گرفتن در رأس آن را دارند و اطاعت از هر حاکمی غیر از آن‌ها، شرک تلقی شده و موجب جاودانگی در آتش خواهد شد.
در نگاه شیعیان خدا در تمامی زمان‌ها یک نفر را به عنوان امام یعنی سرپرست الهی قرار داده است و زمین هرگز از «حجت» خالی نیست اما این راهبران الهی، همان گونه که در بالا گفته شد، تنها زمانی دست به تشکیل حکومت می‌زنند که اقبال و خواست عمومی برای این امر وجود داشته باشد. شیعیان علت عدم ظهور مهدی و تشکیل حکومت آخرین امامشان -که وی را منجی می‌خوانند- را نیز عدم خواست واقعی مردم برای تشکیل حکومت الهی می‌دانند. در فقه شیعی، نظریه‌ای وجود دارد که دایره اختیارات فقیه جامع‌الشرایط را در حد حاکمیت می‌داند و اگر چه در دایره اختیارات فقیه اختلاف نظر وجود دارد اما کسانی که قائل به گستردگی اختیارات ولی فقیه هستند معتقدند او حق حاکمیت دارد و دستورها او به لحاظ حاکمیتی نافذ است.
در واقع ولایت فقیه، نظریه‌ای در فقه شیعه است که نظام سیاسی مشروع در دوران غیبت امام معصوم را بیان می‌کند. نظام جمهوری اسلامی ایران بر اساس این نظریه تأسیس شده است.
ولایت محدود فقیه از جمله حق قضاوت، صدور فتوا در مسائل شرعی، اخذ وجوهات شرعی و رسیدگی به امور حسبیه از دیرباز در فقه امامیه مطرح و مورد بحث بوده و در ارتباط نزدیک با نهاد مرجعیت است. اما در نظریهٔ ولایت سیاسی فقیه که بیش از همه توسط روح‌الله خمینی مطرح و تشریح شده، این ولایت اساس نظم سیاسی دورهٔ غیبت را تشکیل می‌دهد و فقیهان جانشین امام در اجرای سیاست‌ها و مسائل حکومتی و سایر امور مربوط به امام معصوم (به جز جهاد ابتدایی) محسوب می‌شوند.

## اماکن مورد احترام شیعیان در ایران

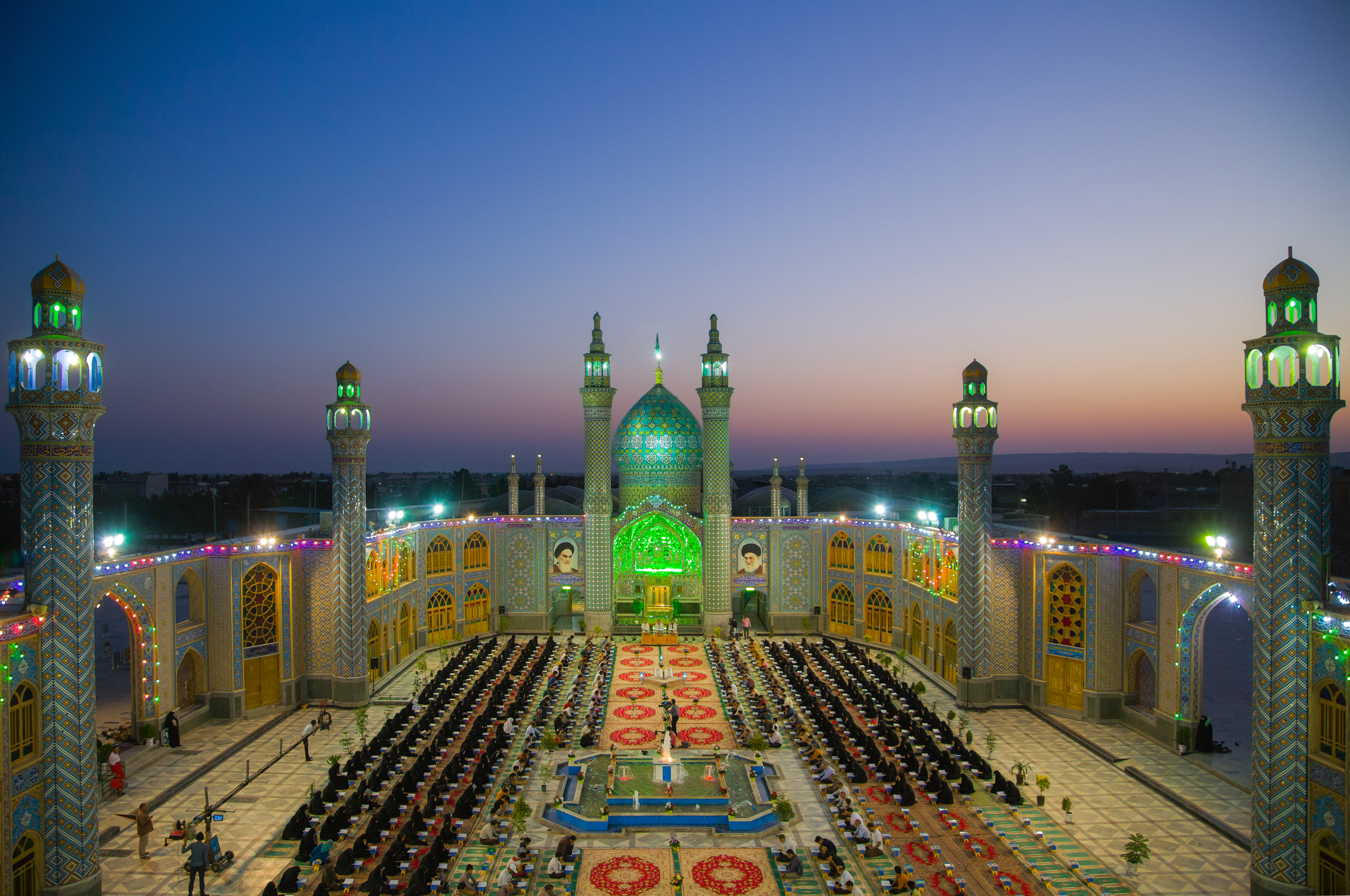
امامزاده هلال ابن علی در آران و بیدگل
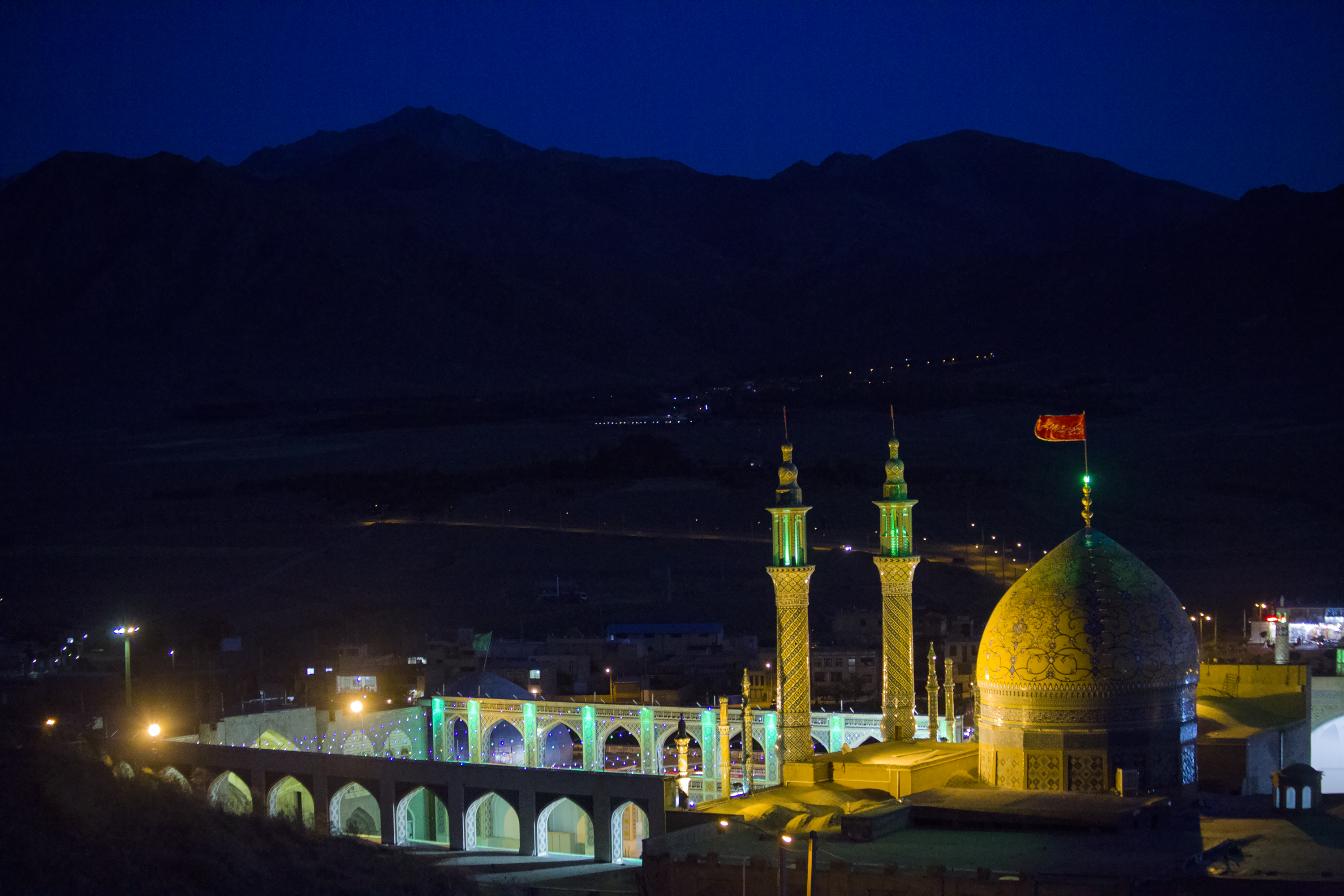
سلطان علی ابن محمد باقر در مشهد اردهال
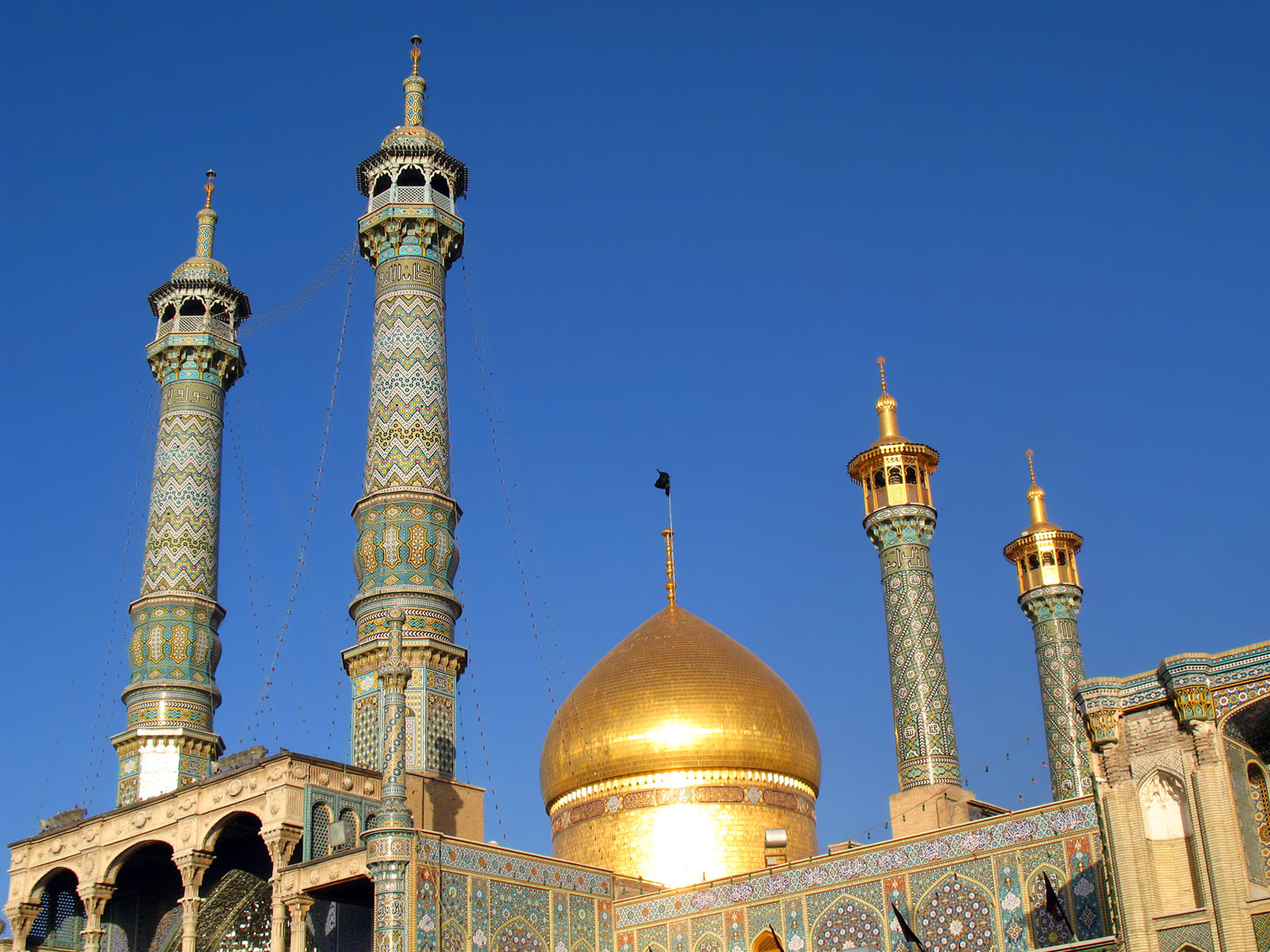
حرم فاطمه معصومه
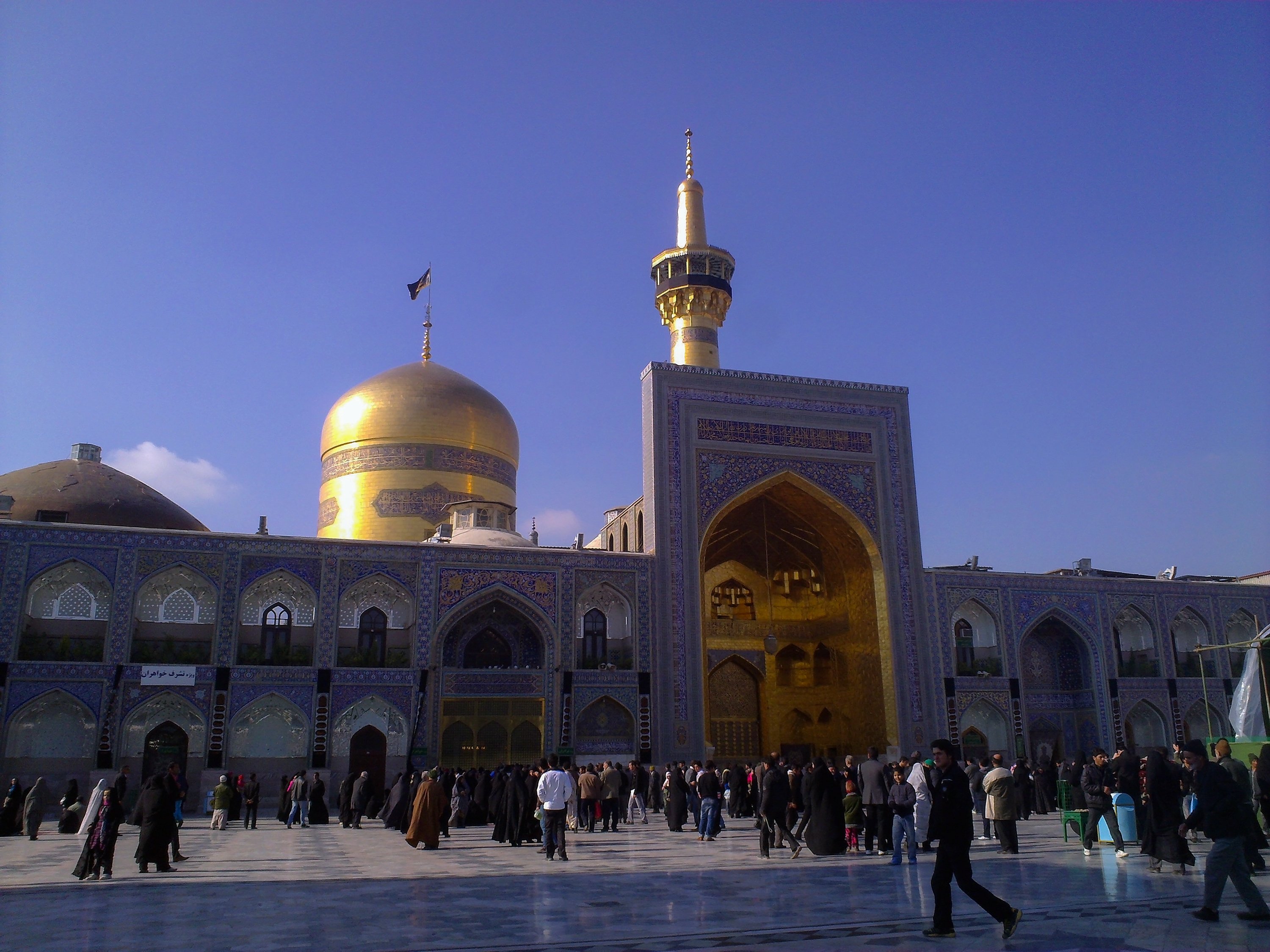
حرم علی ابن موسی در مشهد
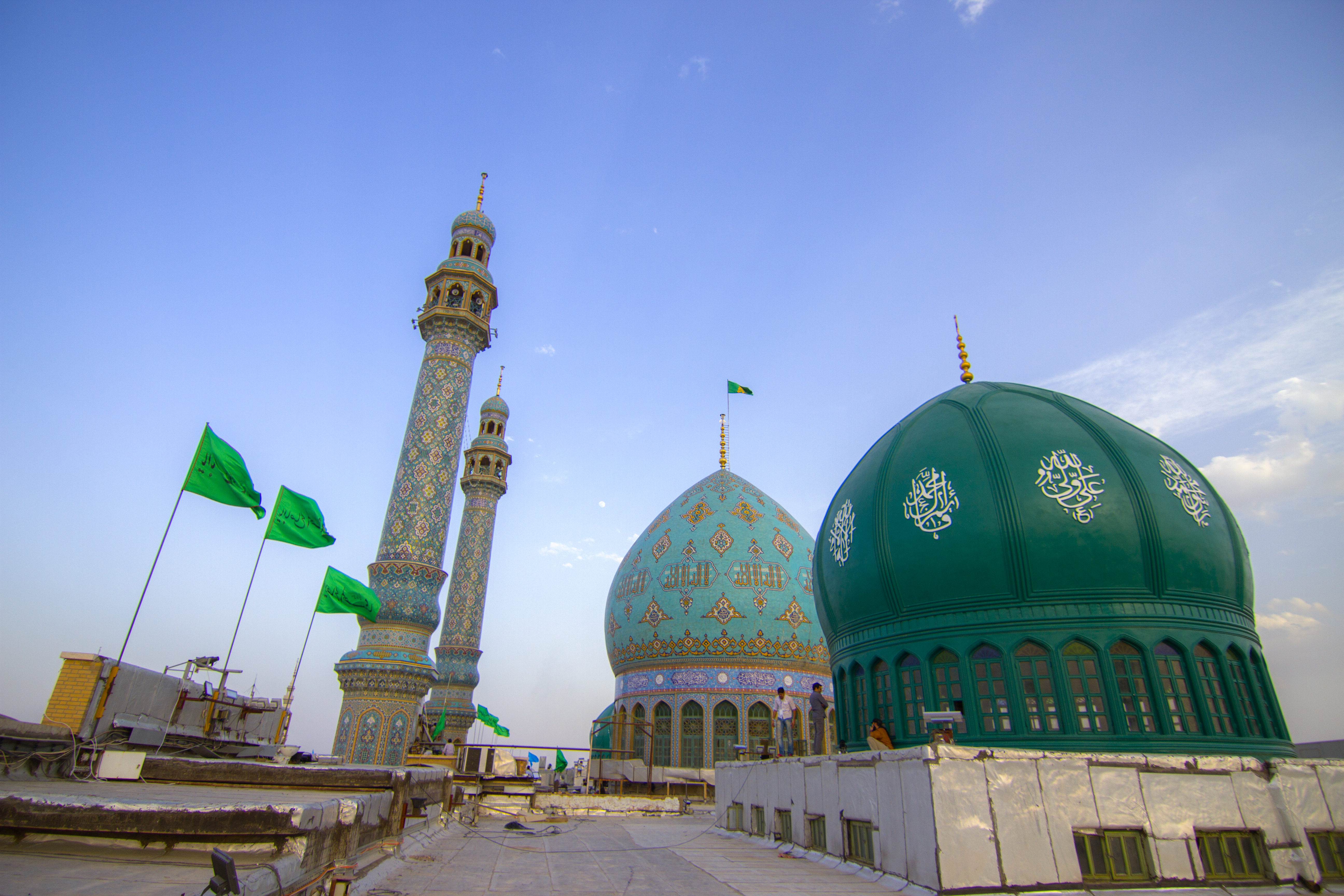
مسجد جمکران از اماکن مورد احترام شیعیان در قم
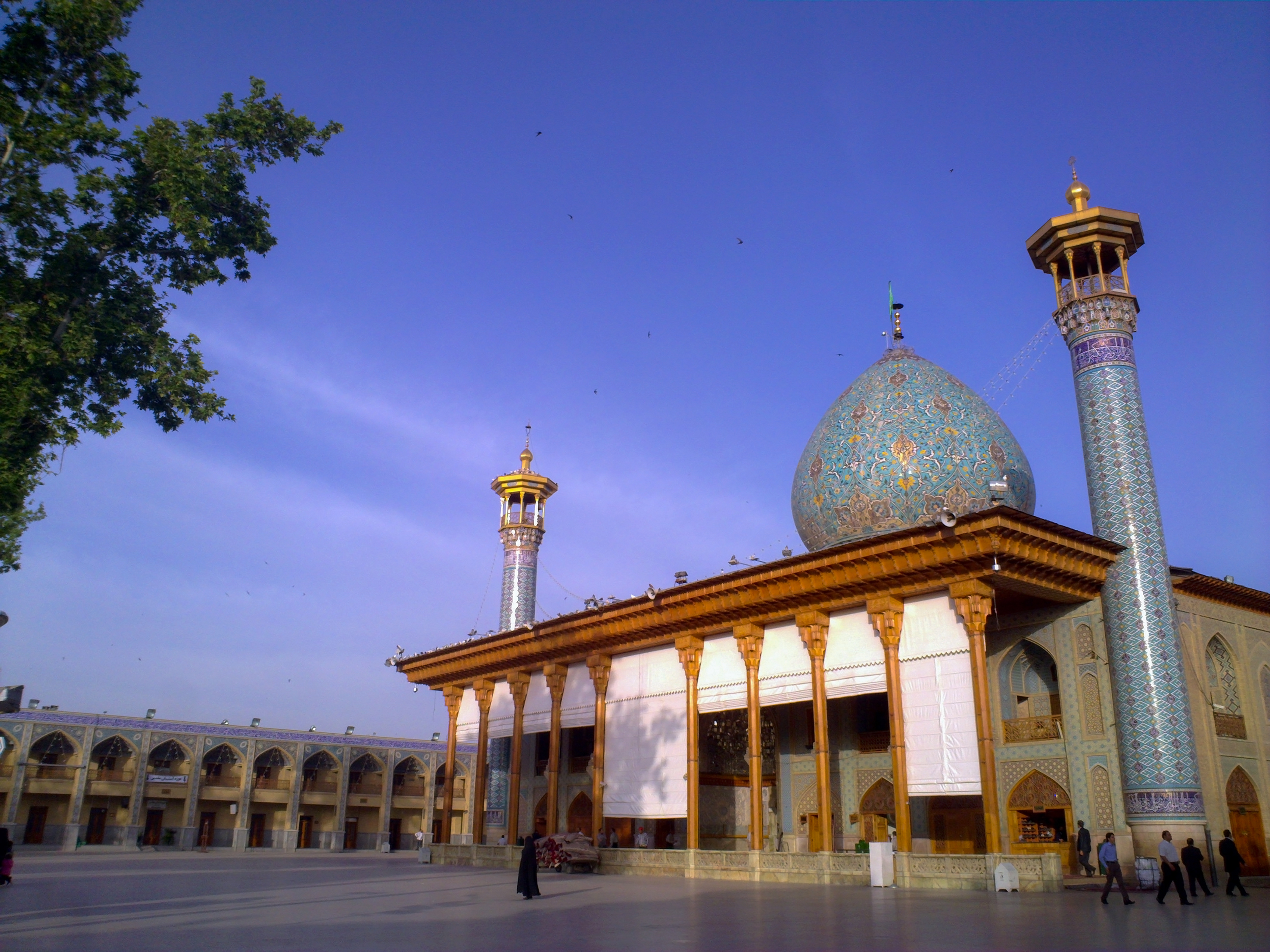
امامزاده شاه چراغ در شهر شیراز
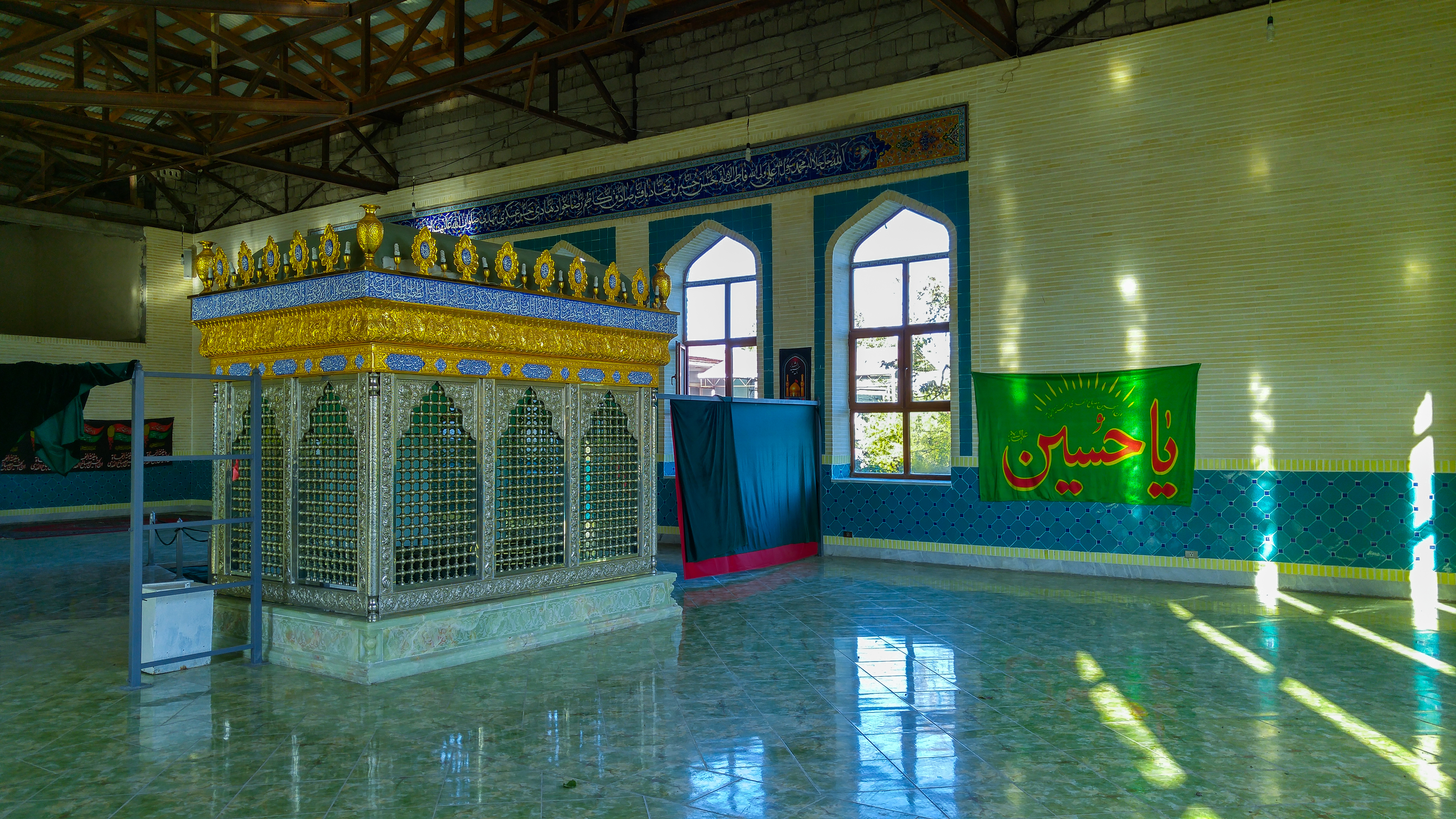
امامزاده ای در شهر مارنئولی گرجستان